# George McCartney
George McCartney (* 29. April 1981 in Belfast) ist ein ehemaliger nordirischer Fußballspieler und heutiger Fußballtrainer.

## Spielerkarriere

### Im Verein
Der Abwehrspieler aus Belfast erhielt 1998 beim englischen Verein AFC Sunderland seinen ersten Profivertrag. Sein Debüt machte er jedoch erst im Jahr 2000 beim League-Cup-Spiel gegen Luton Town. Nach der Saison 2002/03 stieg Sunderland aus der Premier League in die Football League Championship ab. Stück für Stück etablierte sich McCartney in der zweiten Liga als Stammspieler und löste in der Saison 2003/04 Jason McAteer als Mannschaftskapitän ab, weil dieser sich schwer verletzte. In der darauf folgenden Spielzeit stieg Sunderland wieder in die erste Liga auf und McCartney wurde von den Fans des Vereins zum Spieler der Saison gewählt. Der Abwehrspieler überzeugte dauerhaft als Leistungsträger und bekam deshalb von seinem damaligen Trainer Mick McCarthy den Titel „Mr. Consistent“ (zu deutsch „Herr Beständig“) zugewiesen. Während der Saison 2005/06 fiel McCartney wegen einer Verletzung sechs Monate aus und Sunderland musste als Tabellenletzter abermals absteigen. Der Nordire wechselte am 8. August 2006 im Tausch gegen Clive Clarke und einer Ablösesumme von 600.000 Pfund Sterling zu West Ham United. In der Saison 2006/07 saß McCartney zunächst nur auf der Bank, entwickelte sich dann aber doch zum Stammspieler bei dem Londoner Verein, der am letzten Spieltag den Klassenerhalt schaffte. In der darauf folgenden Saison 2007/08 absolvierte der Abwehrspieler alle Spiele in der Liga und im Pokal.
Zum 1. September 2008 wechselte McCartney zurück zu seinem ehemaligen Verein AFC Sunderland und unterschrieb dort einen Vertrag über fünf Jahre. Er war der zehnte Neuzugang des Trainers Roy Keane, welcher kurze Zeit später von seinem Amt zurücktrat, weil die Black Cats nach fünf Niederlagen in sechs Spielen auf einem Abstiegsplatz standen. Am Saisonende schaffte das Team dennoch knapp den Klassenerhalt. In der Saison 2009/10 festigte sich McCartneys Mannschaft im Mittelfeld der Premier League und schaffte den Klassenerhalt problemlos. Auch wenn der Abwehrspieler fast alle Spiele absolvierte, war der Garant für diesen Erfolg der neu verpflichtete Mannschaftskollege Darren Bent, der die Hälfte aller Tore von Sunderland erzielte.

### Nationalmannschaft
George McCartney absolvierte fünf Länderspiele für die U-21-Auswahl Nordirlands und bisher 34 für die A-Nationalmannschaft. Sein Debüt feierte er am 5. September 2001 beim 3:0-Sieg Nordirlands gegen Island in der Qualifikation zur WM 2002. Bei diesem Spiel erzielte er das 3:0 in der 60. Minute und das bisher einzige Länderspieltor in seiner Karriere. Nachdem er 2005 wegen eines Disputs mit Trainer Lawrie Sanchez zunächst kein Länderspiel mehr bestritten hatte, kehrte er beim Spiel gegen Liechtenstein am 22. August 2007 unter dem neuen Trainer Nigel Worthington wieder ins Team zurück. Nur wenige Tage später sorgte er erneut für Aufsehen, als er sich bei der Heimreise vom Spiel in Island mit seinem Teamkollegen Keith Gillespie im Flugzeug prügelte. Davor hatte Gillespie im Spiel ein Eigentor in der Nachspielzeit geschossen und Nordirland mit 1:2 verloren. Zusammen mit Gillespie musste er für diese Tat umgerechnet 225.000 Euro Strafe zahlen.

## Trainerkarriere
Im September 2021 wurde McCartney als Co-Trainer beim nordirischen Erstligisten Linfield FC Mitglied des Trainerstabs unter seinem ehemaligen Nationalmannschaftskollegen David Healy. Mit der Mannschaft konnte 2022 die nordirische Meisterschaft gewonnen werden.